# 돈길만 걸어요 - 정산회담
《돈길만 걸어요 - 정산회담》는 대한민국의 JTBC에 방송됐던 예능 프로그램이다.

## 기획 의도
부내나는 내일을 꿈꾸는 시청자들에게 황금빛 '돈길'을 열어줄 재테크 전문가들의 난장 토론쇼다.

## 방송 일정
| 방송 채널 | 방송 기간                         | 방송 시간                            | 비고 |
| --------- | --------------------------------- | ------------------------------------ | ---- |
| JTBC      | 2020년 2월 11일 ~ 2020년 4월 28일 | 매주 화요일 밤 11시 00분 ~ 12시 30분 |      |

## 출연진
- 전현무 - MC
- 양세형
- 양세찬
- 송은이
- 붐

## 전문가
- 여현수 (재무설계사)
- 슈카 (인터넷 방송인)
- 안톤 숄츠 (독일인, 저널리스트)
- 김종훈 (변호사)
- 이여영 (역대 요식업 CEO)
- 유수진 (자산관리사)

## 게스트
| 회차 | 의뢰인        | 스페셜 돈반자  |
| ---- | ------------- | -------------- |
| 1회  | 노형욱        |                |
| 2회  | 백지훈        | 이연복, 김병현 |
| 3회  | 김칠두        | 이국주         |
| 4회  | 최제우        | 김수용, 신봉선 |
| 5회  | 유튜버 강과장 |                |
| 6회  | 김나희        |                |
| 7회  | 재재          |                |
| 8회  | 곽윤기        |                |
| 9회  |               |                |
| 10회 | 김민아        |                |
| 11회 | 슬리피        | 김종민         |
| 12회 |               |                |

## 시청률
최저 시청률과 최고 시청률은 시청률 조사회사와 지역별로 시청률에 차이가 있을 수 있습니다.
| 회차 | 방송일   | 시청률         | 시청률 |
| 회차 | 방송일   | AGB 닐슨(전국) |        |
| ---- | -------- | -------------- | ------ |
| 1회  | 2월 11일 | 1.403%         |        |
| 2회  | 2월 18일 | 1.231%         |        |
| 3회  | 2월 25일 | 1.119%         |        |
| 4회  | 3월 3일  | 1.076%         |        |
| 5회  | 3월 10일 | 1.423%         |        |
| 6회  | 3월 17일 | 1.632%         |        |
| 7회  | 3월 24일 | 1.459%         |        |
| 8회  | 3월 31일 | 1.084%         |        |
| 9회  | 4월 7일  | 1.711%         |        |
| 10회 | 4월 14일 | 1.444%         |        |
| 11회 | 4월 21일 | 1.539%         |        |
| 12회 | 4월 28일 | 1.411%         |        |

## 제작진
- 연출 : 김솔

## 같이 보기
- 경제비타민 (KBS)
- 경제야놀자 (MBC)